# 애니콜 가로본능
《애니콜 가로본능》은 삼성전자에서 2004년 8월 1일에 출시한 휴대 전화로, 모델명:SCH-V500(SKT)의 다른 이름이다.

## 기능
이 전화는 가로화면으로의 회전 기능을 지원하며, June VOD가 내장되어 있다.

## 사진

폴더를 닫았을 때의 모습
폴더를 열었을 때의 모습

## 참조
1. ↑  세티즌 보관됨 2016-03-04 - 웨이백 머신 참고: 2004년 8월에 출시되었다.
2. 1 2 3 4  “세티즌: SCH-V500 전문가리뷰 2”. 2017년 10월 20일에 원본 문서에서 보존된 문서. 2012년 7월 24일에 확인함.
3. ↑  “세티즌: SCH-V500 전문가리뷰 3”. 2016년 3월 4일에 원본 문서에서 보존된 문서. 2012년 7월 24일에 확인함.
4. ↑  “세티즌: SCH-V500 전문가리뷰 5”. 2016년 3월 4일에 원본 문서에서 보존된 문서. 2012년 7월 24일에 확인함.

- “가로 본능 휴대폰「삼성전자 애니콜 SCH-V500」”. ZD-Net Korea. 2004년 9월 22일. 2012년 12월 24일에 확인함.